# Естампаж
Естампа́ж (від фр. estampages — «відтиснуті») — відбитки і техніка перенесення рельєфних зображень на папір, плівку або тканину (наприклад, з поверхні скульптури), покриту яким-небудь барвником. У результаті виходило пряме зображення рельєфу

## Використання
В наукових, презентаційних або декоративних цілях. Поширений прийом археологів для документування петрогліфів. Сутність техніки в перенесенні рельєфного зображення шляхом накладання на нього аркуша паперу і заштриховування (затирання) опуклостей.